# Gens Bucculeia
La gens Bucculeia fue una familia romana de finales de la República. Se conoce principalmente por un solo individuo, Marco Buculeyo, un erudito legal, mencionado en una anécdota humorística de Cicerón, y atribuido por él al orador Lucio Licinio Craso.